# Турн-и-Таксис, Пауль
Пауль Максимилиан Ламораль Турн-и-Таксис (нем. Paul Maximilian Lamoral von Thurn und Taxis; 27 мая 1843, замок Донауштауф под Регенсбургом — 10 марта 1879, Канны) — третий ребёнок в семье князя Максимилиана Карла Турн-и-Таксиса и его второй супруги Матильды Софии Эттинген-Эттингенской (1816—1886). Sylvia Alphéus/Lothar Jegensdorf: "Fürst Paul von Thurn und Taxis. Ein eigensinniges Leben". München. Allitera 2017.

## Биография
По желанию отца Пауль 15 ноября 1861 года поступил в звании юниор-лейтенанта на службу во 2-й артиллерийский полк баварской армии. 1 мая 1863 года 19-летний Пауль был назначен ординарцем кронпринца Баварского Людвига. Людвиг и Пауль в сентябре 1863 года провели вместе несколько недель в Берхтесгадене и очень сблизились. В 1864 году Людвиг взошёл на престол Баварии, а 18 января 1865 года Пауль Турн-и-Таксис был назначен личным флигель-адъютантом короля Баварии. Красавцев короля и его адъютанта часто сравнивали. Пауль стал самым близким другом короля и его доверенным лицом, король придумал ему прозвище «Верный Фридрих». По Мюнхену ходили слухи, что король Людвиг состоит в любовной связи со своим адъютантом. Считалось, что Пауль Турн-и-Таксис вёл дневник, который был впоследствии уничтожен в регенсбургском архиве дома Турн-и-Таксис, как и все остальные свидетельства о Пауле Турн-и-Таксисе.
Пауль разделял страсть короля Людвига к творчеству Рихарда Вагнера и к театру. Он обладал красивым голосом и часто пел для короля. К празднованию 20-летия короля Людвига 25 августа 1865 года Вагнер подготовил с Паулем Турн-и-Таксисом отрывок из оперы «Лоэнгрин». Пауль, изображая Лоэнгрина, обрядился в блестящие серебристые доспехи. На выступление по озеру Альпзе в Хоэншвангау при электрическом освещении его доставил специально построенный лебедь.
Рихард Вагнер покинул Мюнхен 10 декабря 1865 года, и принц Пауль Турн-и-Таксис стал секретным курьером и посредником между композитором и королём. Король Людвиг очевидно задумывался об отречении, чтобы последовать вслед за своим героем в ссылку, но Вагнеру и Турн-и-Таксису удалось его переубедить во время их совместного пребывания инкогнито на вилле Вагнера в Трибшене в мае 1866 года. Под псевдонимом «Фридрих Меллок» Пауль 6 августа 1866 года вновь выехал в Трибшен, чтобы убедить Вагнера вернуться в Мюнхен.
Вскоре отношения между Паулем и Людвигом стали прохладнее. Злые языки пытались дискредитировать Пауля, и до ушей короля Людвига дошли истории о фривольном образе жизни Пауля, которые король принял за чистую монету. Чувства короля Людвига к своему другу постепеннл переростали в ненависть, что поставило под угрозу саму их дружбу. Малейшее сомнение короля в Пауле сразу отражалось на их дружбе. Нерешительность Пауля, его неправильный выбор или неудачное высказывание каждый раз оборачивались крупными проблемами, король не прощал своему некогда доверенному лицу никаких ошибок. В конце концов король окончательно прогнал Пауля, который даже не понял причины произошедшего. Он в страданиях писал королю письма, но так и не получал ответа.
7 ноября 1866 года Пауля Турн-и-Таксиса освободили от обязанностей адъютанта и приписали к артиллерийскому полку «в знак милостивого признания заслуг». С середины ноября 1866 года Пауль погрузился в бесконечные пьянки и в состоянии внутреннего смятения женился на еврейке Элизе Крейцер, субретке из народного театра, с которой как-то провёл ночь в одном из пансионов. Пауль был так пьян, что не помнил произошедшего. На следующее утро молодожёны расстались, но в конце декабря 1866 года Элиза Крейцер утверждала, что ожидала от Пауля ребёнка.
После окончательного разрыва Пауль больше никогда не виделся с королём Людвигом. В январе 1867 года Пауль уволился из баварской армии по особым основаниям, которые военный министр Зигмунд фон Пранк в 1872 году прояснил как «дезертирство». Под псевдонимом «Рудольфи» Пауль с Элизой переехали под Берн, где у них 30 июня 1867 года родился сын, которого назвали Генрихом в честь отца Элизы, известного оперного певца Генриха Крейцера. Родители Пауля поручили баварской полиции найти сына, чтобы убедить его расстаться с Элизой, поэтому в августе 1867 года принц с семьёй переехал в Мангейм или Людвигсхафен. В октябре 1867 года Пауль под именем «фон Турн» поступил служить в городской театр в Ахене.
1867 год стал тяжёлым для дома Турн-и-Таксис. 22-летняя сестра Пауля Амалия умерла 12 февраля, а единокровный брат, наследный 36-летний принц Максимилиан Антон умер 26 июня. После аннексии Пруссией Вольного города Франкфурта 1 июля закончилась эпоха почты Турн-и-Таксис.
В 1868 году семья заставила Пауля вступить с Элизой в морганатический брак. Вслед за этим семья отказалась от него и лишила всех титулов, назначив ему взамен годовую ренту в 6 тыс. баварских флоринов. Пауль обратился с письмом к королю Людвигу, но не получил ответа. В конце концов король возвёл Пауля 19 июня 1868 года в дворянство Баварии под именем «Пауль фон Фельс». На новую просьбу о присвоении наследного дворянского титула Пауль получил 10 декабря 1869 года отказ от баварского государственного министерства. Пауль безуспешно пытался помириться с отцом и вместе с Элизой побывал 3 августа 1869 года в крепости Донауштауф. Позднее он поступил актёром в цюрихский театр, но его актёрская карьера завершилась не начавшись после того, как его освистали зрители.
После смерти отца 10 ноября 1871 года неофициальной главой дома Турн-и-Таксис до совершеннолетия сына Максимилиана Марии 24 июня 1883 года считалась Елена Баварская. Известная своими дипломатическими талантами, она пыталась в 1874 году помирить Пауля и короля Людвига. По неизвестным причинам отношения между Паулем и королём так и не восстановились. Вскоре Пауль заразился туберкулёзом и переехал с супругой в Лугано, где его состояние здоровья ещё ухудшилось. Элиза закрутила интрижку с прусским офицером, остановившемся в том же отеле, и бежала с ним. Судьба сына Пауля Генриха фон Фельса, оставшегося с отцом, остаётся неизвестной. Пауль Турн-и-Таксис был похоронен в Каннах на кладбище Гран-Жас.